# Engelomyia fumipennis
Engelomyia fumipennis är en tvåvingeart som beskrevs av Engel 1920. Engelomyia fumipennis ingår i släktet Engelomyia och familjen parasitflugor.
Artens utbredningsområde är Bolivia. Inga underarter finns listade i Catalogue of Life.